# Divididos por la Felicidad
Divididos por la Felicidad é o álbum de estreia da banda de rock argentina Sumo.
Foi lançado em 1985, e vendeu aproximadamente 15.000 cópias

## História
O nome do álbum é uma homenagem ao grupo britânico Joy Division.
O álbum foi apresentado nos dias 11 e 12 de maio de 1985, no teatro Astros, diante de um público de 1.300 pessoas.

## Faixas
1. La rubia tarada (3:41)
2. Mula plateada (3:56)
3. No acabes (3:54)
4. Regtest (3:46)
5. El reggae de paz y amor (4:19)
6. Debede (2:52)
7. Mejor no hablar de ciertas cosas (4:43)
8. Divididos por la felicidad (5:04)
9. No duermas más (3:04)
10. Kaya (3:14)

## Créditos
- Luca Prodan: Voz e guitarra.
- Ricardo Mollo: Guitarra e voz.
- Germán Daffunchio: Guitarra, teclados e voz.
- Diego Arnedo: Baixo, teclados e voz.
- Alberto Troglio: Bateria.
- Roberto Pettinato: Saxofone.
- Alejandro Sokol: Voz, baixo e bateria.

Músicos Convidados
- Francisco Figueroa (de Los Trovadores): Coros em "El reggae de paz y amor".

## Prêmios e Honrarias
- A revista Rolling Stone Argentina colocou este álbum na posição n.º 5 da lista "los 100 mejores discos del rock argentino".[3]